# Phrudus compressus
Phrudus compressus är en stekelart som beskrevs av Vikberg 2000. Phrudus compressus ingår i släktet Phrudus och familjen brokparasitsteklar. Enligt den finländska rödlistan är arten nära hotad i Finland. Artens livsmiljö är skogar. Inga underarter finns listade i Catalogue of Life.